# Daugavpils
Daugavpils (ruski: Даугавпилс, latvijskim pravopisom: Daugavpils) je grad u jugoistočnoj Latviji.

## Zemljopis
Nalazi se na obalama rijeke Dugave prema kojoj je i dobio ime. Daugavpils doslovno znači "Grad na Daugavi". Drugi je po veličini grad u državi, nakon glavnog grada Rige, koja se nalazi oko 230 km sjeverozapadno. Daugavpils ima povoljan zemljopisni položaj, nalazi se 33 km od Bjelorusije i 25 km od Litve, te oko 120 km od latvijske granice s Rusijom. Daugavpils je veliko industrijsko središte i željezničko čvorište na pruzi Riga – Minsk.

## Povijest
Područje Daugavpilsa bilo je naseljeno još u vrijeme prapovijesti. Današnje naselje pod njemačkim nazivom Dunaburg osnovali su njemački vitezovi Teutonci.
U 19. stoljeću grad doživljava gospodarski procvat, čemu je doprinijelo i brojno židovsko stanovništvo (44% 1897. godine).
Grad je u 20. stoljeće ušao sa 70.000 stanovnika. Godine 1920. on je priključen novoosnovanoj Latviji 1940. godine priključen je SSSR-u, ali je uskoro pao u ruke Trećeg Reicha (1941. – 1944.). Poslije rata grad je bio u sastavu Latvijske SSR, da bi se ponovnim uspostavljanjem latvijske nezavisnosti 1991. godine našao u granicama Letonije.

## Stanovništvo
Prema podacima iz 2015. godine u gradu živi 96.818 stanovnika. Većinsko stanovništvo čine Rusi. Na državnom referendumu 2012. godine 85% birača Daugavpilsa podržalo je prijedlog da ruski jezik bude drugi državni jezik.
| Etnički sastav stanovništva 2011. godine | Etnički sastav stanovništva 2011. godine | Etnički sastav stanovništva 2011. godine | Etnički sastav stanovništva 2011. godine | Etnički sastav stanovništva 2011. godine |
| ---------------------------------------- | ---------------------------------------- | ---------------------------------------- | ---------------------------------------- | ---------------------------------------- |
|                                          |                                          |                                          |                                          |                                          |
| Rusi                                     | Rusi                                     |                                          | 53.6%                                    | 53.6%                                    |
| Latvijci                                 | Latvijci                                 |                                          | 19.8%                                    | 19.8%                                    |
| Poljaci                                  | Poljaci                                  |                                          | 14.2%                                    | 14.2%                                    |
| Bjelorusi                                | Bjelorusi                                |                                          | 7.2%                                     | 7.2%                                     |
| Ukrajinci                                | Ukrajinci                                |                                          | 1.9%                                     | 1.9%                                     |
| Litavci                                  | Litavci                                  |                                          | 1.0%                                     | 1.0%                                     |
| ostali                                   | ostali                                   |                                          | 2.3%                                     | 2.3%                                     |
|                                          |                                          |                                          |                                          |                                          |

## Pobratimljeni i gradovi prijatelji
| - Haderslev, Danska - Motala, Švedska - Radom, Poljska - Ferrara, Emilia-Romagna, Italija - Naro-Fominsk, Rusija - Vitebsk, Bjelorusija | - Ramla, Izrael - Harbin, Kina - Sankt-Peterburg, Rusija - Panevėžys, Litva - Središnji administrativni okrug, Moskva, Rusija - Harkiv, Ukrajina |

## Vanjske poveznice
- Službena stranica